# Ture Johansson

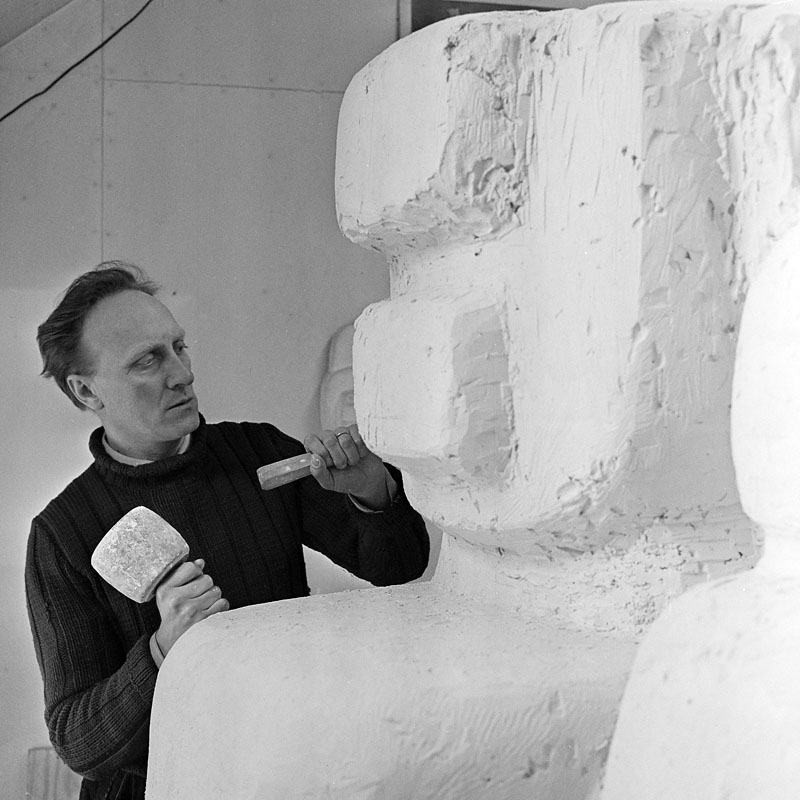
Ture Johansson i sin ateljé på Fjällgatan 36 år 1955.

Ture Edvard Johansson, född 20 mars 1912 i Visby, död 23 september 1998 i Sofia församling i Stockholm, var en svensk skulptör och tecknare.

## Biografi

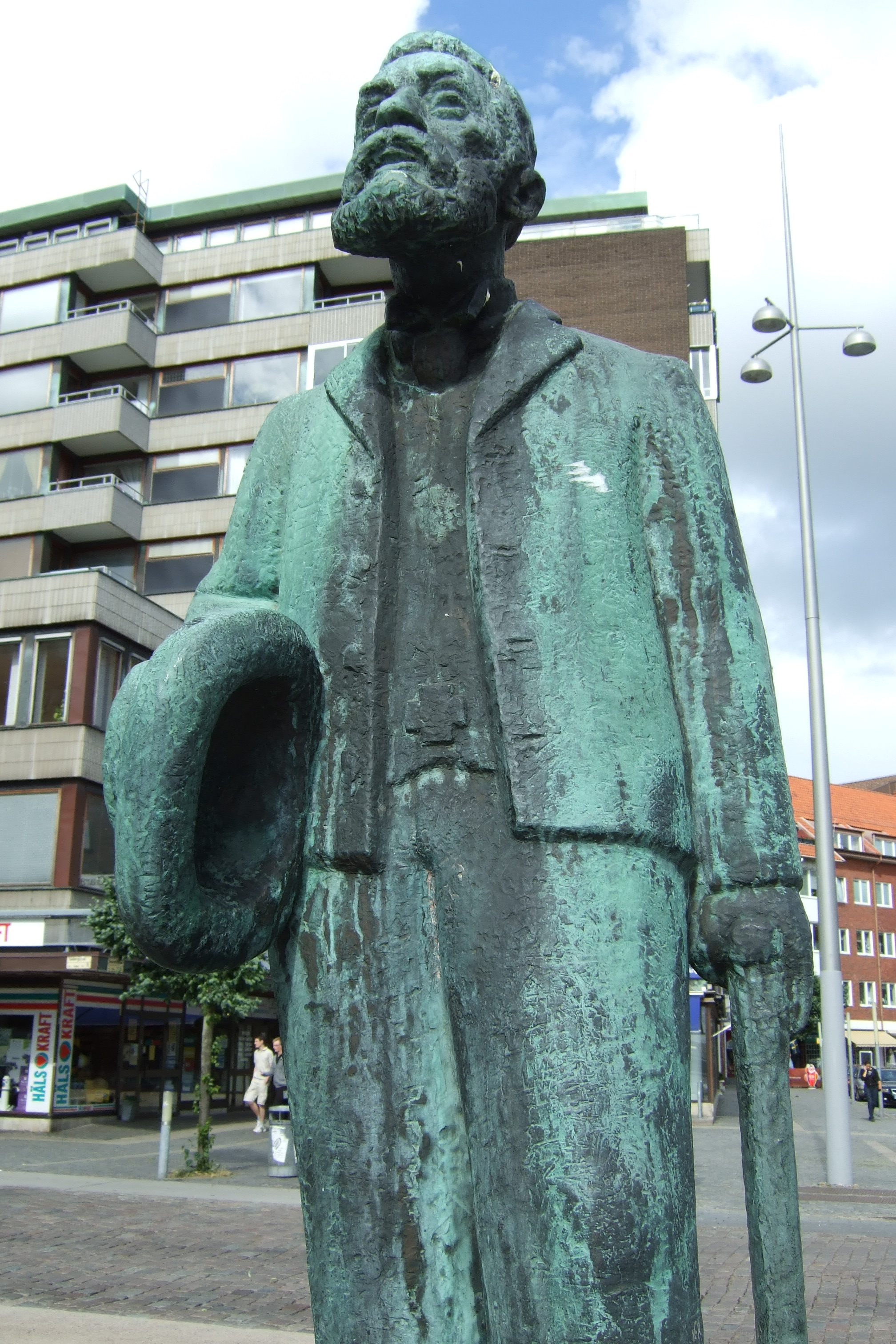
Mäster Palm på Mäster Palms plats i Helsingborg.

Ture Johansson utbildade sig på Konstakademien i Stockholm. Han undervisade på ABF:s skulpturskola. Han bodde på 1940- och 1950-talen talet på Fjällgatan 36 och var granne med skulptören Lena Börjeson som bodde på Fjällgatan 34.
Ture Johansson är begravd på Nacka norra kyrkogård.

## Offentliga verk i urval
- Mäster Palm, brons, 1976, utanför LO-borgen vid Norra Bantorget i Stockholm och på Mäster Palms plats i Helsingborg
- Väktaren, Folkets Hus i Visby
- Porträttbyst i Sveriges riksdag av Per-Albin Hansson
- Porträttbyst i Sveriges riksdag av Axel Pehrsson-Bramstorp
- De tre musketörerna, brons, 1961, vid Folkungaskolan i Linköping
- Soluppgång, rostfritt stål, 1972, i Stigbergsparken i Stockholm
- Gösta Skoglund, brons, 1976 i Umeå